# Bruce Barrymore Halpenny
Pour les articles homonymes, voir BBH.
Bruce Barrymore Halpenny (BBH), né en 1937 et mort le 3 mai 2015, est un historien et un spécialiste militaire de l'armée de l'air britannique (Royal Air Force) dans la Seconde Guerre mondiale. Il est un spécialiste principal dans les Terrains d'aviation, leur conception et leur histoire.

## Biographie
Considéré comme l'un des plus importants historiens anglais pour l'histoire de l'aérodrome militaire, il est notamment connu pour son style littéraire et ses positions sur la Royal Air Force dans la Seconde Guerre mondiale,.
Halpenny écrit aussi des livres des fantômes (Ghost Stations), connectés aux Terrains d'aviation et l'armée de l'air britannique.
Halpenny est caractérisé par une très active dans les campagnes de nombreux organismes et causes, en particulier en ce qui concerne les anciens combattants, les veuves de guerre, handicapés et soldats blessés. Il a également parlé de l'importance de la culture et l'identité des régions. Dans les années 1970, a été l'architecte principal d'aider l'installation de l'aéroport de Pescara et il est devenu international. Il a longtemps été un défenseur du bien-être des animaux, en particulier les chiens et les loups et est président de Wolf Conservation Foundation.
Bruce et son épouse, l'écrivain équestre Marion Rose Halpenny, ont un fils, le Baron Barrymore Halpenny, qui est un écrivain et graphiste.

## Ouvrages
pas complet:
- (en) Action stations [« Action de stations: aérodromes militaires du Lincolnshire, et l'East Midlands »], vol. 2 : Military airfields of Lincolnshire and the East Midlands, Cambridge, Stephens, 1981, 217 p. (ISBN 978-0-85059-484-3)
- Action de stations: aérodromes militaires de Yorkshire (en anglais Action Stations: Military Airfields of Yorkshire v. 4  (ISBN 978-0-85059-532-1), 1982)
- Anglais Electric / BAC Lightning (en anglais English Electric/BAC Lightning  (ISBN 978-0-85045-562-5), 1984)
- Pour Casser le ciel: Aéroport de la guerre (en anglais To Shatter the Sky: Bomber Airfield at War  (ISBN 978-0-85059-678-6), 1984)
- Action de stations: aérodromes militaires de Grand Londres (en anglais Action Stations: Military of Greater London Airfields v. 8  (ISBN 978-0-85059-585-7), 1984)
- Fantôme aérodromes (en anglais Ghost Stations)
- La lutte pour le ciel: des histoires de l'époque de la guerre des pilotes de combat (en anglais Fight for the Sky: Stories of Wartime Fighter Pilots  (ISBN 978-0-85059-749-3) (1986)
- Guerre, des poèmes (en anglais Wartime Poems  (ISBN 978-0-907595-69-4), 1990)
- Petite Nellie 007 (en anglais Little Nellie 007  (ISBN 978-0-907595-75-5), 1991)
- Une ville anglaise: Market Rasen (en anglais An English Town: Market Rasen  (ISBN 978-0954777401), 2004)
- Pilote de bombardier de la Seconde Guerre mondiale: des histoires vraies de ligne de front air combat (en anglais Bomber Aircrew of World War II: True Stories of Front Line Air Combat  (ISBN 978-1-84415-066-3), 2004)
- Bullets in the Morning… Bullets at Night: The Italian Campaign  (ISBN 978-0-9547774-1-8), 2004)
- Pilotes de combat de la Seconde Guerre mondiale: des histoires vraies de ligne de front air combat (en anglais Fighter Pilots in World War II: True Stories of Front Line Air Combat  (ISBN 978-1-84415-065-6), 2004)
- Anglais Electric Canberra: L'histoire et le développement d'un jet Classic (en anglais English Electric Canberra: The History and Development of a Classic Jet  (ISBN 978-1-84415-242-1), 2005)
- Avro Vulcan: L'histoire et le développement d'un jet Classic (en anglais Avro Vulcan: The History and Development of a Classic Jet  (ISBN 978-1-84415-426-5), 2006)
- L'Avro Vulcan aventure (en anglais The Avro Vulcan Adventure  (ISBN 978-0-9547774-3-2), 2007)